# Waldo (Maine)
Waldo és una població dels Estats Units a l'estat de Maine (EUA). Segons el cens del 2000 tenia 733 habitants.

## Demografia
Segons el cens del 2000, Waldo tenia 733 habitants, 290 habitatges, i 207 famílies. La densitat de població era de 14,6 habitants/km².
Dels 290 habitatges en un 34,8% hi vivien nens de menys de 18 anys, en un 57,2% hi vivien parelles casades, en un 9,7% dones solteres, i en un 28,6% no eren unitats familiars. En el 21,7% dels habitatges hi vivien persones soles el 5,2% de les quals corresponia a persones de 65 anys o més que vivien soles. El nombre mitjà de persones vivint en cada habitatge era de 2,53 i el nombre mitjà de persones que vivien en cada família era de 2,96.
Per edats la població es repartia de la següent manera: un 26,3% tenia menys de 18 anys, un 6,7% entre 18 i 24, un 29,9% entre 25 i 44, un 26,9% de 45 a 60 i un 10,2% 65 anys o més.
L'edat mediana era de 38 anys. Per cada 100 dones de 18 o més anys hi havia 106,1 homes.
La renda mediana per habitatge era de 29.063 $ i la renda mediana per família de 38.125 $. Els homes tenien una renda mediana de 25.341 $ mentre que les dones 21.771 $. La renda per capita de la població era de 14.030 $. Entorn del 12,4% de les famílies i el 16,8% de la població estaven per davall del llindar de pobresa.